# Поповичка
Попо́вичка — село в Чернігівській області України, входить до складу Талалаївської селищної громади. За адміністративним поділом до липня 2020 року село входило в склад Талалаївського району, а після укрупнення районів входить до Прилуцького району. Розташоване на правому березі річки Березовиці за 8 км від залізничної станції Блотниці. Населення — 291 особа, площа — 1,095 км².

## Історія
Село вперше згадується під 1781 роком. Воно входило до Красноколядинської сотні Прилуцького полку. На правому березі річки Березовиці в кінці XVIII століття існували два хутори Попівські на відстані 2 версти між ними. 1781 року один з них належав підкоморію Горленку.
Хутір був приписаний до Троїцької церкви у Блотниці.
У 1782—1796 роки село входило до Роменського повіту Чернігівського намісництва, з 1802 року до Прилуцького повіту Полтавської губернії. 1797 року (разом з хуторамими Гришківщина і Борисівщина) налічувалось 10 душ чоловічої статі податкового населення.
У XIX та на початку XX століття дані по обох хуторах наводятся разом. 1859 року — 6 дворів, 21 житель; 1886 року — 3 двори козаків, 15 дворів селян-власників, 22 хати, 128 жителів, приписаних до парафії Троїцької церкви села Блотниці. Поповичка входила до Блотницької волості 2-го стану.
Є на мапі 1869 року як Попович Великий
У 1910 році — 56 господарств, з них козаків — 29, селян — 23, привілейованих — 4, налічувалось 339 жителів, у тому числі 1 тесляр, 3 кравці, 9 ткачів, 1 візник, 22 поденники, 1 займався інтелігентним та 21 — іншими неземлеробськими заняттями, все інше доросле населення займалося землеробством. Було 599 десятин придатної землі.
1911 року - хутір Поповичка Блотницької волості Прилуцького повіту Полтавської губернії, 169 мешканців.

### В складі СРСР
Вперше радянську окупаційну владу встановлено у січні 1918 році. Остаточно - у грудні 1919. У 1923 році село відійшло до Березівського району Роменської округи УСРР.
У післявоєнні роки в селі знаходилася центральна садиба колгоспу «Жовтень». Працювали відділення зв'язку, початкова школа, клуб, бібліотека.

### В складі України
З 1991 року село у складі України. У 1996 році в селі було 140 дворів, мешкало 348 жителів.
До 2020 року було центром сільської ради.